# Facultad de Filosofía y Letras (Universidad Complutense de Madrid)
La facultad de Filosofía y Letras es un edificio de la Ciudad Universitaria de Madrid, sede de las facultades de Filosofía y Filología de la Universidad Complutense de Madrid. Levantado en la década de 1930 y reconstruido tras la guerra civil, el inmueble, fruto del arquitecto Agustín Aguirre López, tiene el estatus de Bien de Interés Cultural desde 2017.

## Ubicación
El inmueble, denominado históricamente Facultad de Filosofía y Letras o “Filosofía A” de la Universidad Complutense, es en la actualidad sede de las facultades de Filosofía y de Filología. Está situado en la plaza de Menéndez Pelayo de la Ciudad Universitaria de Madrid, en el distrito de Moncloa-Aravaca. Su ocupación o superficie en planta es de 5138 m² y su superficie construida total asciende a 18 472 m².
El edificio está construido sobre una plataforma prominente en posición lateral respecto a la avenida Complutense, eje vertebrador de la Ciudad Universitaria. Un frondoso arbolado lo rodea y protege de una franca visibilidad. La fachada norte o principal se abre a la plaza de Menéndez Pelayo, centro del Campus de Humanidades, dedicada actualmente a jardines y aparcamientos, enfrentada a la Facultad de Derecho. La fachada sur se orienta hacia la calle del Profesor Aranguren a través de un amplio jardín aterrazado. Las fachadas este y oeste limitan con otros jardines en talud.

## Historia
Alfonso XIII fue coronado rey en mayo de 1902, terminando así la regencia de María Cristina de Habsburgo. Bajo su reinado continuó el sistema de alternancia política que había proporcionado cierta estabilidad al país, pero no se resolvieron problemas como los crecientes nacionalismos, la intervención del ejército en la política o las fuertes reivindicaciones sociales. La situación condujo a la dictadura del general Miguel Primo de Rivera (1923-1930), durante la cual se tomaron medidas económicas y políticas para impulsar el desarrollo y reducir la conflictividad laboral y social.
En el ámbito universitario, a partir de la expulsión de Miguel de Unamuno de su cátedra en la Universidad de Salamanca en 1924, se desataron las críticas de algunos intelectuales como Manuel Azaña o Gregorio Marañón. La comunidad estudiantil de Madrid, que veía con recelo la dictadura de Primo de Rivera, sufría problemas de hacinamiento en las aulas y servicios insuficientes en muchos centros, con escasas posibilidades de alojamiento. Eso provocó en 1927 la fundación del sindicato “Federación Universitaria Escolar”. Ante este panorama, el rey Alfonso XIII tomó la iniciativa de poner en marcha la construcción de un gran campus universitario, cediendo terrenos de la Corona en el distrito de Moncloa y creando la Junta de la Ciudad Universitaria de Madrid, órgano encargado de la gestión del proyecto, cuya dirección técnica recayó en el arquitecto Modesto López Otero, catedrático y director de la Escuela de Arquitectura de Madrid. De contrastada formación académica pero sensible a los nuevos planteamientos estéticos y admirador de la arquitectura norteamericana, supo rodearse de un equipo de arquitectos como Miguel de los Santos Nicolás, Agustín Aguirre López, Manuel Sánchez Arcas, Pascual Bravo Sanfeliú y Luis Lacasa Navarro, junto con el ingeniero Eduardo Torroja Miret. Tras visitar en 1927 algunos de los más prestigiosos campus universitarios europeos y americanos, trazó el proyecto general de la Ciudad Universitaria y se reservó para sí mismo el proyecto del Paraninfo, concebido como una pieza monumental y representativa. En 1928, a la vez que se iniciaban las obras de urbanización, se redactaron los primeros proyectos de edificios. El jiennense Agustín Aguirre López (1896-1985), arquitecto titulado en 1920 y con una prometedora carrera profesional como dibujante e ilustrador, recibió sucesivamente los encargos de la Facultad de Farmacia (1928), el Viaducto sobre la vaguada Cantarranas (1929) y los edificios del Campus de Humanidades, de los que solo llegó a proyectar las Facultades de Filosofía y Letras (1931-32) y Derecho (1931-1950). En todos ellos tuvo como colaborador al ingeniero Eduardo Torroja Miret, figura imprescindible para entender la arquitectura española de entreguerras.
En el año 1929, la crisis económica internacional alcanzó España y provocó meses después la caída del dictador Primo de Rivera. Tras las elecciones municipales de 1931 y la salida del país del rey Alfonso XIII, el 14 de abril de 1931 se proclamó la Segunda República, dando fin al período de Restauración Borbónica. El advenimiento de la Segunda República no supuso un obstáculo para el desarrollo del proyecto universitario. Al contrario, a la vez que se impulsaban reformas de contenido educativo e iniciativas como las Misiones Pedagógicas, el nuevo gobierno apoyó decididamente las obras del campus, en las que llegaron a trabajar simultáneamente más de cinco mil obreros. La nueva Junta de la Ciudad Universitaria, dirigida en esta fase por Manuel Sánchez Arcas, pospuso la construcción de algunos edificios de carácter superfluo o representativo, buscando ante todo la funcionalidad, sometida a las ideas de economía y eficacia.
No es fácil delimitar la participación y responsabilidad real de cada uno de los arquitectos del equipo técnico en el desarrollo de los proyectos, ya que algunos estaban interrelacionados o condicionados por decisiones externas. Tras el proyecto de la Facultad de Farmacia, muy supeditado a las ideas de López Otero por su vecindad con el resto de construcciones del Campus de Medicina desarrolladas por Miguel de los Santos, y el del viaducto de los Quince Ojos sobre la vaguada Cantarranas, proyectado conjuntamente con Eduardo Torroja, Agustín Aguirre abordó el desarrollo del proyecto del Campus de Humanidades partiendo de la idea o concepto general plasmado por López Otero en los planos de conjunto de noviembre de 1928. La evolución del proyecto general de la Ciudad Universitaria fue a su vez condicionando el concepto del Campus de Humanidades y el programa funcional de cada una de sus facultades o partes integrantes. Mientras que en el proyecto general de 1928 el citado Campus era una agrupación de construcciones en U abierta hacia el eje de la avenida Complutense, presidido por el gran volumen de la Biblioteca de Humanidades, la decisión de trasladar la biblioteca al Paraninfo para darle un contenido práctico propició en 1931 el desarrollo de un nuevo proyecto de Campus de Humanidades siguiendo un esquema de claustro cerrado, con edificios de rango equivalente en cada uno de sus lados, unidos por galerías. La Facultad de Filosofía y Letras ocuparía el lado sur del Campus, enfrentada a la Facultad de Derecho.
El mes de mayo de 1932 fue decisivo para la conformación definitiva del Campus de Humanidades, esta vez con edificios independientes, y para la definición formal y tipológica de las Facultades enfrentadas de Filosofía y Letras y de Derecho. La rápida evolución del proyecto hay que vincularla al viaje realizado por Agustín Aguirre por distintos países europeos para estudiar directamente la nueva arquitectura racionalista, así como al cambio político que acabaría con el relevo de Modesto López Otero en la dirección técnica de la Junta de la Ciudad Universitaria. Todo ello debió crear un clima propicio para que Aguirre desarrollara con más libertad sus propias ideas, aunque los planos definitivos del proyecto estén firmados por ambos arquitectos.
Agustín Aguirre pretendía conciliar su concepto monumental y representativo de la arquitectura pública con la aplicación de los principios higienistas propiciados por la Institución Libre de Enseñanza, pero utilizando un lenguaje racionalista de vanguardia, despojado de cualquier referencia historicista, y en eso se separaba del criterio del arquitecto director. La organización volumétrica de su propuesta definitiva para la Facultad de Filosofía y Letras remite a la tradición de la arquitectura neoclásica, representada en Madrid por Juan de Villanueva y utilizada de forma recurrente en la arquitectura institucional posterior: una composición simétrica presidida por un cuerpo central de carácter representativo rematado en ábside, con dos cuerpos o alas laterales perpendiculares a fachada y otro cuerpo transversal de enlace. La adaptación del proyecto de 1931 consistió ante todo en la renuncia a la utilización de huecos verticales enlazados para articular fachadas, como se habían planteado en el Campus de Medicina y en la adopción de un tipo de fachada de composición claramente horizontal, con antepechos corridos y ventanas apaisadas separadas entre sí por simples pilares. Se reconfiguró el cuerpo central, incorporando las escaleras al espacio del vestíbulo y situando el salón de actos o aula magna en el eje de la composición, con planta y graderío semicircular a modo de teatro clásico. En la fachada posterior, orientada al sur, se introdujo un soportal con losa de hormigón para control del soleamiento, de gran efecto plástico.
El edificio se proyectó con una cuidadosa modulación de los espacios que nacía de la propia estructura, incorporando los últimos avances técnicos y utilizando materiales de gran calidad. La estructura se realizó en hormigón armado para permitir la modulación de espacios y racionalizar el diseño de fachadas. Se aplicaron a gran escala técnicas constructivas novedosas, como los solados continuos de terrazo, o soluciones poco habituales como las persianas proyectantes, el sistema mecanizado de oscurecimiento del salón de actos, las pizarras deslizantes en las aulas o el sistema de aire acondicionado. También se dotó al edificio de máquinas muy avanzadas para facilitar la enseñanza, como los proyectores de transparencias o de opacos. La calefacción, como en el resto de edificios de la Ciudad Universitaria, era de producción centralizada y distribución canalizada a través del campus. Las obras fueron adjudicadas a la empresa Huarte y Cía. en julio de 1932, comenzando la ejecución de la primera fase en el mes siguiente. En enero de 1933, con la estructura general terminada, se inauguraba el primer pabellón del edificio con asistencia de las máximas autoridades del país, entre ellas el presidente de la República, Niceto Alcalá Zamora, el jefe de Gobierno, Manuel Azaña y cuatro ministros de su gabinete.

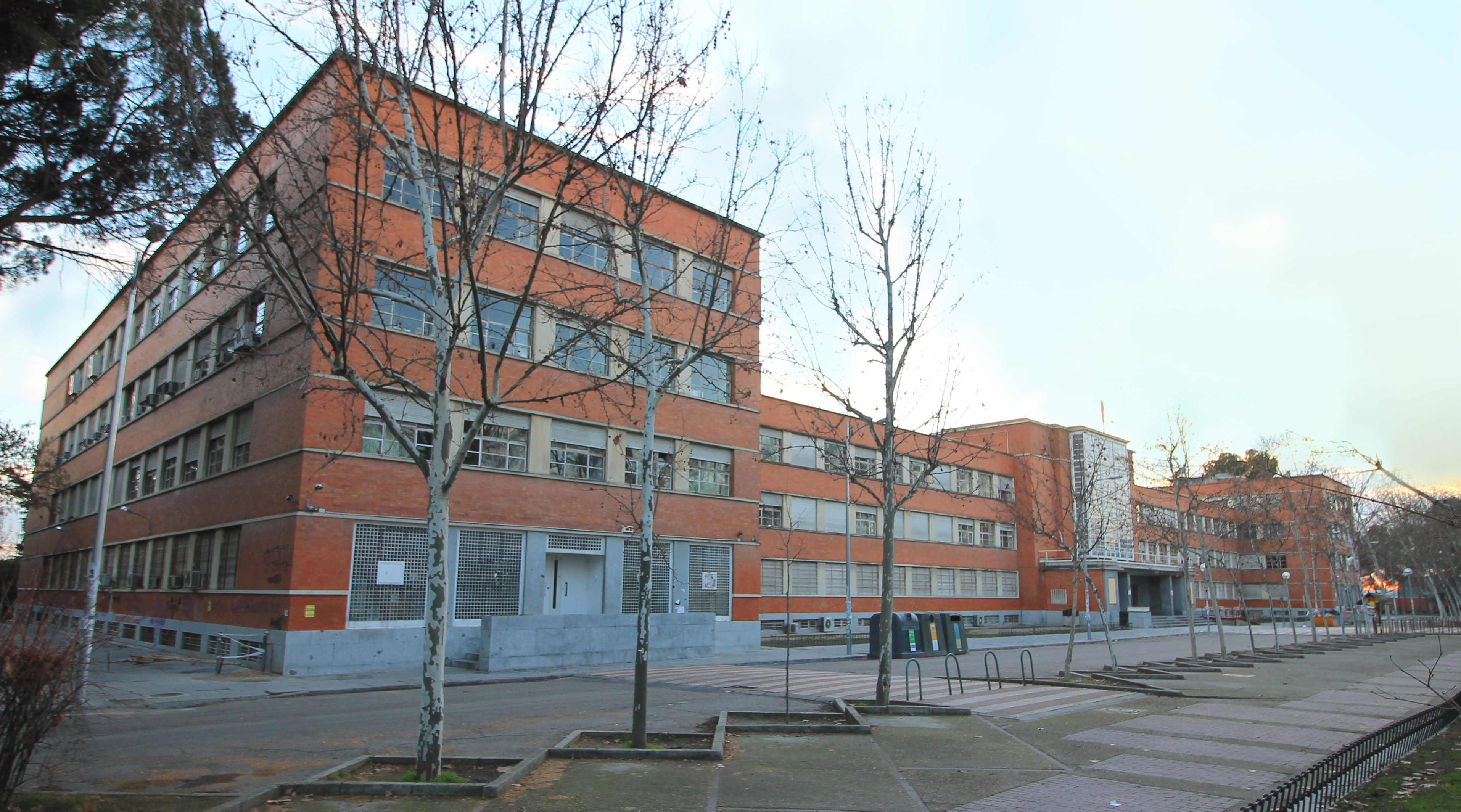
Vista del edificio

El traslado parcial al nuevo edificio coincidió con la implantación de un innovador plan de estudios impulsado por el decano Manuel García Morente, heredero de la formación pedagógica de la Institución Libre de Enseñanza. Entre los profesores que enseñaron en los años treinta en este edificio se encontraban algunos de los mejores intelectuales y escritores del momento, como José Ortega y Gasset, Xavier Zubiri, María Zambrano, Ramón Menéndez Pidal, Américo Castro, Rafael Lapesa, Elías Tormo, Pedro Salinas, Jorge Guillén, Claudio Sánchez Albornoz, María de Maeztu y Hugo Obermaier. Durante la ejecución de las obras el proyecto siguió evolucionando y madurando. Los planos firmados en mayo de 1932 no coinciden en muchos aspectos con el edificio definitivo. Incluso el primer pabellón inaugurado en enero de 1933 fue retocado en sus fachadas este y oeste, suprimiendo una treintena de ventanales, antes de la conclusión de las obras. La inauguración de la segunda y definitiva fase del edificio estaba prevista para el curso académico 1936-1937, lo que no fue posible por el inicio de la Guerra Civil. Cuando las tropas del bando sublevado llegaron a Madrid, quedó establecido un frente de guerra en la Casa de Campo y la Ciudad Universitaria. La facultad de Filosofía y Letras fue cuartel de la XI Brigada Internacional al mando de Emilio Kléber, por lo que fue objeto de un duro y repetido fuego de artillería que redujo casi a escombros las fachadas sur y oeste. Aún con graves daños, la estructura de hormigón armado resistió hasta abril de 1937, pero a partir de esta fecha se sucedieron los desplomes, que afectaron al cuerpo lateral izquierdo y a toda la zona posterior. Los daños en la fachada delantera fueron menores, aunque se perdió la gran vidriera de estilo art decó del vestíbulo con la Alegoría de las Humanidades, realizada por la firma Maumejean según diseño del arquitecto. Los fondos bibliográficos de la biblioteca sufrieron daños importantes, por lo que tuvieron que ser trasladados a otros lugares de la ciudad. Tras la Guerra Civil, el gobierno del dictador Franco abordó la reconstrucción de los edificios afectados y la continuación del gran proyecto universitario, pero modificando los criterios formales y estilísticos en las obras de nueva planta, para desmarcarse de la estética racionalista que se identificaba con el régimen anterior. Afortunadamente los edificios iniciados o terminados durante la etapa republicana fueron reconstruidos por sus propios autores o por otros miembros del equipo técnico en el caso de los edificios proyectados por los exiliados Manuel Sánchez Arcas y Luis Lacasa.
En lo que respecta al edificio de Filosofía y Letras, Agustín Aguirre pudo llevar a cabo la reconstrucción con libertad, dentro de los parámetros estéticos del racionalismo. Al disponer de más tiempo, planteó algunos cambios en la composición de fachadas, principalmente en los pabellones laterales, eliminando algunos de los ventanales para hacer más sólidas o corpóreas las esquinas. Desde el proyecto de mayo de 1932, radical y primario en sus planteamientos, hasta el edificio reconstruido, puede rastrearse un proceso de reflexión, mejora funcional y matización de algunos aspectos formales. Así, el alzado lateral pasó de tener diecisiete ventanales por planta en el proyecto de 1932 y catorce en la construcción inicial a tener solo trece en la reconstrucción. Los hastiales de la fachada sur comenzaron teniendo cinco ventanales por planta en el proyecto y en la primera construcción y acabaron solo con tres en la reconstrucción. El volumen del Aula Magna perdió una banda completa de ventanales en el proceso. La reducción de huecos de fachada en los tres pabellones paralelos diferenció el carácter del cuerpo transversal, con ventanales corridos en toda su longitud, aproximándolo al concepto de galería. Algunos elementos del edificio primitivo no pudieron ser recuperados por motivos económicos o normativos, como la gran vidriera de la casa Maumejean del vestíbulo o el ascensor continuo de diez cabinas del tipo denominado paternóster.

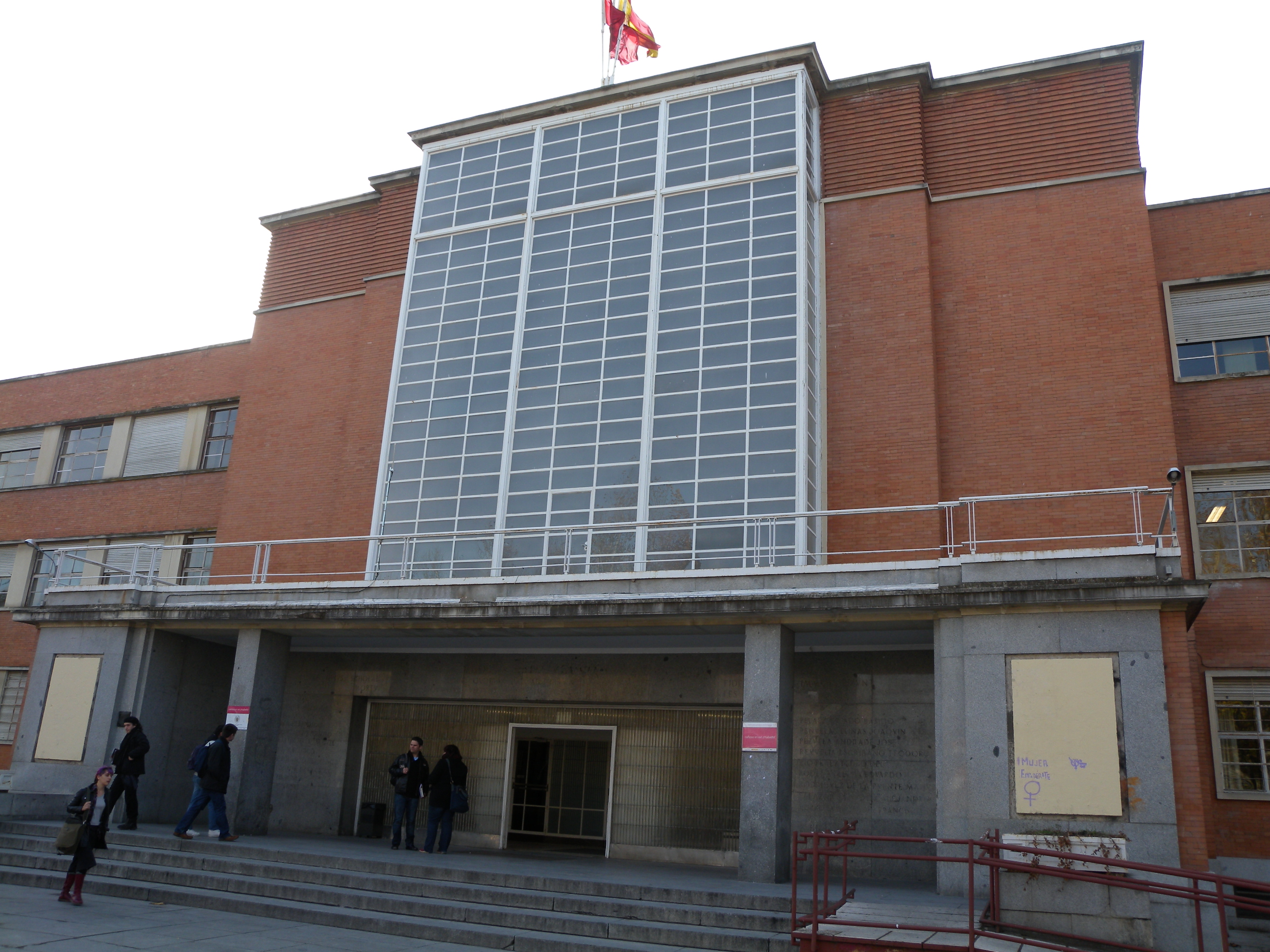
Vista de la fachada

El arquitecto realizó tres diseños para los jardines de la parcela, dos anteriores a la Guerra Civil y otro posterior. Todos ellos se caracterizaban por su carácter geométrico, con disposición de parterres, taludes y plataformas que acompañaban y realzaban las formas del edificio. Los elementos vegetales, con formas limpias y sencillas, no impedían la visión general. El 12 de octubre de 1943, como primera fase de la reconstrucción del recinto universitario, se volvió a inaugurar la facultad de Filosofía y Letras, junto con las de Farmacia y Ciencias Químicas, así como las escuelas de Arquitectura e Ingenieros Agrónomos, una parte de las residencias de estudiantes y el Pabellón de Gobierno. Los jardines de la parcela se fueron transformando paulatinamente, aumentando el arbolado y perdiendo la claridad inicial. En el eje posterior se colocó a mediados de siglo un estanque con una réplica en bronce de la escultura Diana Cazadora creada por la norteamericana Anna Hyatt Huntington en 1922.
A partir de los años sesenta del siglo XX, con el incremento progresivo del alumnado en las disciplinas integradas en la titulación de Filosofía y Letras, el edificio resultó insuficiente para albergar toda la actividad docente. El Decreto 1974/1973, de 12 de julio, autorizaba la división de la facultad de Filosofía y Letras en cuatro nuevas facultades, denominadas Geografía e Historia, Filología, Filosofía y Ciencias de la Educación. La primera de las nuevas facultades en salir del edificio fue la de Geografía e Historia, seguida en 1992 por la de Ciencias de la Educación. Actualmente el edificio está dividido entre las facultades de Filosofía y Filología, que comparten determinados espacios y servicios, como el paraninfo, algunas salas de juntas, la capilla, las cafeterías de alumnos y profesores o los aseos. En el año 2008, la vidriera del vestíbulo fue reconstruida tras un cuidadoso proceso de documentación a partir de dibujos originales del arquitecto, devolviendo su carácter y significado a este singular espacio.

## Descripción
La Facultad de Filosofía y Letras de la Universidad Complutense es un edificio de planta simétrica y tipología tradicional con reminiscencias clásicas o académicas. Su volumetría es muy clara, resultado del ensamblaje de tres cuerpos paralelos con otro transversal de enlace. El edificio se asienta sobre terreno escalonado con caída hacia el sur y hacia los laterales este y oeste, aprovechando esa circunstancia para crear un basamento con carácter de semisótano en la fachada norte y de planta baja en la fachada sur. Las alas o cuerpos laterales tienen cuatro plantas sobre el basamento, el cuerpo transversal tiene solo tres y el cuerpo central presenta altura variable. Un soportal o porche de hormigón y granito recorre toda la fachada sur, marcando el nivel del basamento. La distribución interna es sencilla y racional, en forma de H. Partiendo de un vestíbulo general de compleja espacialidad, los pasillos que ocupan las crujías interiores recorren todo el edificio por el eje de los pabellones. A estos pasillos se abren las aulas, salas y despachos.
En la confluencia de los pabellones laterales y el cuerpo transversal se sitúan otras escaleras y los núcleos de aseos. Está diseñado utilizando como base un módulo o retícula de tres metros de lado, dimensión muy flexible que da lugar a diversas combinaciones de anchura de crujías, y genera espacios adaptados a todas las necesidades funcionales. Los cuerpos edificados, en general, son de triple crujía, con una anchura total de 15 metros. La modulación de la planta se refleja también en la composición de las fachadas. La estructura del edificio es reticular de hormigón armado, ajustada al módulo de tres metros, lo que permite crear secuencias de pilares o columnas relativamente próximos entre sí de gran efecto plástico. Las crujías de tres metros de anchura se utilizan para situar circulaciones y espacios de servicio, y las de seis metros para alojar el resto de espacios y dependencias.
El cuerpo central es singular, tanto por su forma como por el programa funcional que alberga. Tiene en su fachada cuatro alturas, con un plano central prominente acristalado, esquinas ciegas que abrazan las escaleras y un pórtico con columnas en planta baja marcando el acceso. Los recursos compositivos utilizados en fachada son los contrastes de materiales y los rehundidos de la fábrica de ladrillo en la parte superior formando líneas de sombra, de raíz expresionista. Se remata posteriormente este cuerpo con un volumen escalonado de semicilindros, a modo de ábside, donde interiormente se superponen varios espacios de especial significación.
La parte delantera del vestíbulo general cuenta con un gran vacío iluminado verticalmente por la vidriera art decó que representa la Alegoría de las Humanidades, reproducción moderna de la instalada por la casa Maumejean en 1936, al que vierten las dos cajas de escaleras y las bandejas de los vestíbulos de todas las plantas, de diferentes dimensiones y características. Es el gran espacio público y de relación del edificio. Este vestíbulo conecta en plantas baja y primera con el paraninfo o aula magna, que  tipológicamente es un hemiciclo clásico con una hermosa galería de columnas estucadas en color negro en el piso superior tras la cual se abren grandes ventanales. Cuenta con un pequeño escenario y se cubre con un lucernario en forma de abanico que puede ser oscurecido a voluntad accionando un ingenioso sistema mecánico. Las paredes del paraninfo están revestidas en madera y decoradas con molduras de influencia art decó. En su momento esta sala estuvo dotada de los más modernos sistemas de climatización y proyección de imágenes. Conserva la pantalla original que se desplaza mediante poleas y motor eléctrico. Bajo el paraninfo, en semisótano, el restaurante y cafetería de profesores se desarrollan en abanico, mostrando interiormente la columnata de hormigón, y se abren al jardín a través del soportal que recorre toda la fachada sur.

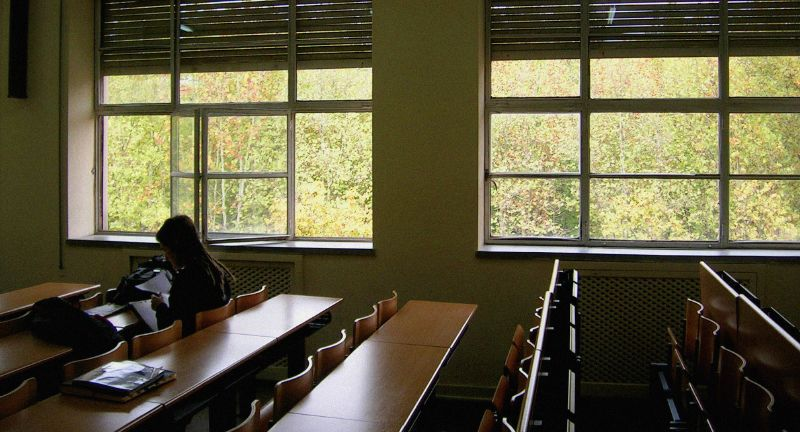
Aula de la Facultad de Filología

Los dos cuerpos laterales, dedicados a aulas, despachos, seminarios y bibliotecas son prismáticos, de triple crujía, con pasillo central y dependencias a ambos lados. Las fachadas están articuladas horizontalmente con impostas o albardillas corridas de piedra caliza que delimitan los petos y las bandas de ventanales apaisados, separados entre sí por los pilares chapados en el mismo material pétreo. Los hastiales son más cerrados en la fachada sur y más abiertos en fachada norte por motivos funcionales y de distribución interior. Las cajas de escalera de estos cuerpos laterales se desarrollan en tres tramos por piso, abiertas a los vestíbulos de planta. Los petos y barandillas del ojo central, de traza curvilínea sin saltos crean una sensación de movimiento ascendente. Los pasillos están decorados con una combinación de paneles de madera a juego con las puertas y alicatados de azulejo rectangular con despiece vertical, para resolver correctamente las superficies curvas. Cada planta, salvo el semisótano, tiene un tratamiento diferenciado por el color del alicatado, azul, gris, verde y amarillo en sentido ascendente. Hay tres bibliotecas localizadas en las dos alas del inmueble. La mayor de ellas es la biblioteca general de Filología, un gran espacio para 200 usuarios que ocupa la totalidad del ala oeste en planta baja, conectada al depósito de libros existente en semisótano mediante un montalibros. Responde al concepto espacial de las bibliotecas clásicas del Renacimiento, con sala de lectura de doble orientación marcada por la secuencia de pilares de la crujía central.
El cuerpo transversal presenta una estructura similar a la de los cuerpos o alas laterales, con pasillo central y dependencias a ambos lados, pero con un tratamiento de fachadas uniforme en toda su longitud, con petos corridos y ventanales apaisados, separados por pilares. Este cuerpo queda interrumpido en el centro por el vestíbulo general y aloja en planta de acceso algunos espacios singulares como la sala de reuniones, la capilla o los decanatos.  En sus extremos se sitúan los aseos, revestidos con azulejo de despiece idéntico al de los pasillos, pero en color blanco. Las fachadas están construidas con ladrillo fino prensado de Alcalá, de tono anaranjado, con aparejo a soga y tizón. En el edificio reconstruido, la fábrica de ladrillo se dispone en planos diferentes, remetidos en los petos y más prominentes en las esquinas de las bandas de ventanales, al contrario de lo que era en origen. Los pilares están chapados en piedra caliza similar a las albardillas, aunque en origen su tratamiento también fue diferente. La planta semisótano, protegida por soportal, tiene la fachada enteramente chapada en piedra caliza. El granito se utiliza en el zócalo y en las partes más expuestas a las humedades, así como en escalinatas y plataformas de acceso. También se utiliza granito en las columnas cilíndricas del soportal de la fachada sur. Los ventanales, de proporción apaisada, tienen carpintería de acero pintado en blanco con un despiece de diseño complejo en el que dominan las líneas horizontales. Incorporan cuatro elementos abatibles, ofreciendo diversas posibilidades de ventilación. Las persianas tienen guías proyectantes de acero y lamas de madera, actualmente pintadas de blanco. Las rejas de las plantas inferiores siguen la misma pauta de despiece horizontal, tratadas como las barandillas o quitamiedos. También se hace uso del pavés en fachadas en localizaciones concretas. Interiormente, las zonas nobles están soladas con piedra en distintos tonos, formando dibujos geométricos. Los pasillos y resto de dependencias están solados con terrazo de microchina fabricado in situ. Al exterior, las pavimentaciones se realizan con losas de granito. Se conserva el original sistema de cartelería en las aulas y despachos, con regletas perpendiculares a los tabiques para facilitar la identificación rápida de los espacios. También se conservan los sistemas sonoros de aviso a ordenanzas. Hay luminarias originales de interés, del tipo de globo sencillo, globos combinados y plafones. La carpintería de madera interior se conserva en su mayor parte, así como la cerrajería.

## Estatus patrimonial
El Ministerio de Educación y Ciencia, por Orden de 4 de junio de 1977, incoó expediente de “declaración de Conjunto Histórico-Artístico a favor de las zonas y monumentos, con sus correspondientes entornos, en la villa de Madrid”, según relación y plano unido al expediente. Entre los inmuebles singulares que adquirieron la consideración de monumentos se encontraba el edificio de la Facultad de Filosofía y Letras de la Universidad Complutense, con el número de orden 140 (Expediente M-126/140.64/1985 BIC Inmuebles), quedando el citado expediente inactivo. El bien quedó inscrito preventivamente en el Registro de Bienes de Interés Cultural de la Comunidad de Madrid con el número de registro RBIC-1977-000050 y en el Registro General de Bienes de Interés Cultural del Ministerio Educación, Cultura y Deporte, con el código 2407.
La tramitación del expediente continuó por la Ley 3/2013, de 18 de junio, de Patrimonio Histórico de la Comunidad de Madrid, conforme a su disposición transitoria segunda, «los expedientes sobre declaración de Bienes de Interés Cultural incoados antes de la entrada en vigor de la Ley 10/1998, de 9 de julio, de Patrimonio Histórico de la Comunidad de Madrid, que no hayan sido resueltos expresamente a la fecha de entrada en vigor de la presente ley, podrán ser resueltos sucesiva o conjuntamente, mediante Decreto del Consejo de Gobierno, previa audiencia de los interesados y del Consejo Regional de Patrimonio Histórico». De acuerdo con dicha ley de Patrimonio Histórico de la Comunidad de Madrid y con el artículo 1.3 de la Ley 16/1985, de 25 de junio, de Patrimonio Histórico Español,  el Consejo de Gobierno de la Comunidad de Madrid declaró el edificio de la facultad de Filosofía y Letras Bien de Interés Cultural el 21 de marzo de 2017, en la categoría de monumento, mediante un decreto publicado en el Boletín Oficial de la Comunidad de Madrid el día 24 de ese mismo mes, con la rúbrica de la presidenta de la comunidad autónoma, Cristina Cifuentes, y el consejero de Presidencia, Justicia y Portavocía del Gobierno, Ángel Garrido García.